# 諸田實
諸田 實（もろた みのる、1928年9月10日 - ）は、日本の経済史学者、神奈川大学名誉教授。ドイツを中心としたヨーロッパの経済史が専門。

## 来歴
静岡県静岡市生まれ。1945年旧制静岡県立静岡中学校卒業。1948年旧制静岡高等学校卒業。1952年東京大学経済学部卒業。同大学院修了、1970年「ドイツ初期資本主義研究」で経済学博士の学位を取得。
福島大学経済学部講師、助教授、1965年神奈川大学経済学部教授、1999年定年、名誉教授。

## 著書
- 『ドイツ初期資本主義研究』有斐閣 1967
- 『クルップ ドイツ兵器王国の栄光と崩壊』世界企業 東洋経済新報社 1970
- 『ドイツ関税同盟の成立』有斐閣 1974
- 『フッガー家の遺産』有斐閣 1989
- 『フッガー家の時代』有斐閣 1998
- 『フリードリッヒ・リストと彼の時代 国民経済学の成立』有斐閣 2003
- 『晩年のフリードリッヒ・リスト ドイツ関税同盟の進路』有斐閣 2007
- 『リストの関税同盟新聞』有斐閣アカデミア (制作) 2012
- 『「新聞」で読む黒船前夜の世界』日本経済評論社 2015
- 『異色の経済学者　フリードリッヒ・リスト』春風社 2018
- 『『リスト全集』の出版』春風社 2022

### 共編著
- 『ドイツ資本主義の史的構造　松田智雄教授還暦記念 1』大野英二,住谷一彦共編 有斐閣 1972
- 『ドイツ経済の歴史的空間 関税同盟・ライヒ・ブント』松尾展成、小笠原茂、柳澤治、渡辺尚、Ｅ・シュレンマー共著 昭和堂 1994
- 『エレメンタル西洋経済史』楠井敏朗,馬場哲,山本通共著 英創社 1995
- 『近代西欧の宗教と経済 歴史的研究』梅津順一共編著 同文館出版 1996

### 翻訳
- ヨーゼフ・クーリッシェル『ヨーロッパ中世経済史』伊藤栄共訳 東洋経済新報社 1974
- ヨーゼフ・クーリッシェル『ヨーロッパ近世経済史』松尾展成、小笠原茂、柳澤治、渡辺尚共訳 東洋経済新報社 1982-83
- シュテファン・ブロイアー『規律の進化 マックス・ヴェーバーの前合理主義世界論における合理性と支配の関係』吉田隆共訳 未来社 1986

## 論文
- CiNii 諸田實 検索結果